# Hietaliete
Hietaliete med Välisaari och Hannunkari är en ö i Finland. Den ligger i Bottenviken och i kommunen Kemi i den ekonomiska regionen  Kemi-Torneå i landskapet Lappland, i den norra delen av landet. Ön ligger omkring 99 kilometer sydväst om Rovaniemi och omkring 620 kilometer norr om Helsingfors.
Öns area är 59,4 hektar och dess största längd är 1,9 kilometer i sydväst-nordöstlig riktning.

## Delöar och uddar
- Hietaliete 65°45′56″N 24°28′27″Ö / 65.76557°N 24.47414°Ö
- Välisaari 65°46′01″N 24°28′10″Ö / 65.76684°N 24.46943°Ö
- Hannunkari 65°45′40″N 24°27′36″Ö / 65.76112°N 24.45994°Ö